# Lisandru Olmeta
Lisandru Olmeta (Ajaccio, Francia, 21 de julio de 2005) es un futbolista francés que juega como portero para el Lille Olympique Sporting Club de la Ligue 1.

## Estadísticas

### Clubes
Actualizado al último partido disputado el 16 de abril de 2022.
| A. S. Monaco F. C. II Francia         | 4.ª           | 2021-22       | 1 | 1 | — | — | — | — | 1 | 1 |
| A. S. Monaco F. C. II Francia         | Total club    | Total club    | 1 | 1 | 0 | 0 | 0 | 0 | 1 | 1 |
| Total carrera                         | Total carrera | Total carrera | 1 | 1 | 0 | 0 | 0 | 0 | 1 | 1 |
| (1) Hace referencia a goles encajados |               |               |   |   |   |   |   |   |   |   |